# Christine Lakin
Christine Helen Lakin (ur. 25 stycznia 1979 w Dallas) – amerykańska aktorka telewizyjna i filmowa, była aktorka dziecięca. Znana z roli Al Lambert w sitcomie Krok za krokiem (1991–1998).

## Wybrana filmografia
- 2004: Błękitny demon
- 2005: Pamięci mojego ojca
- 2008: Muza i Meduza
- 2010: W Pułapce ognia